# Côte de Brouilly

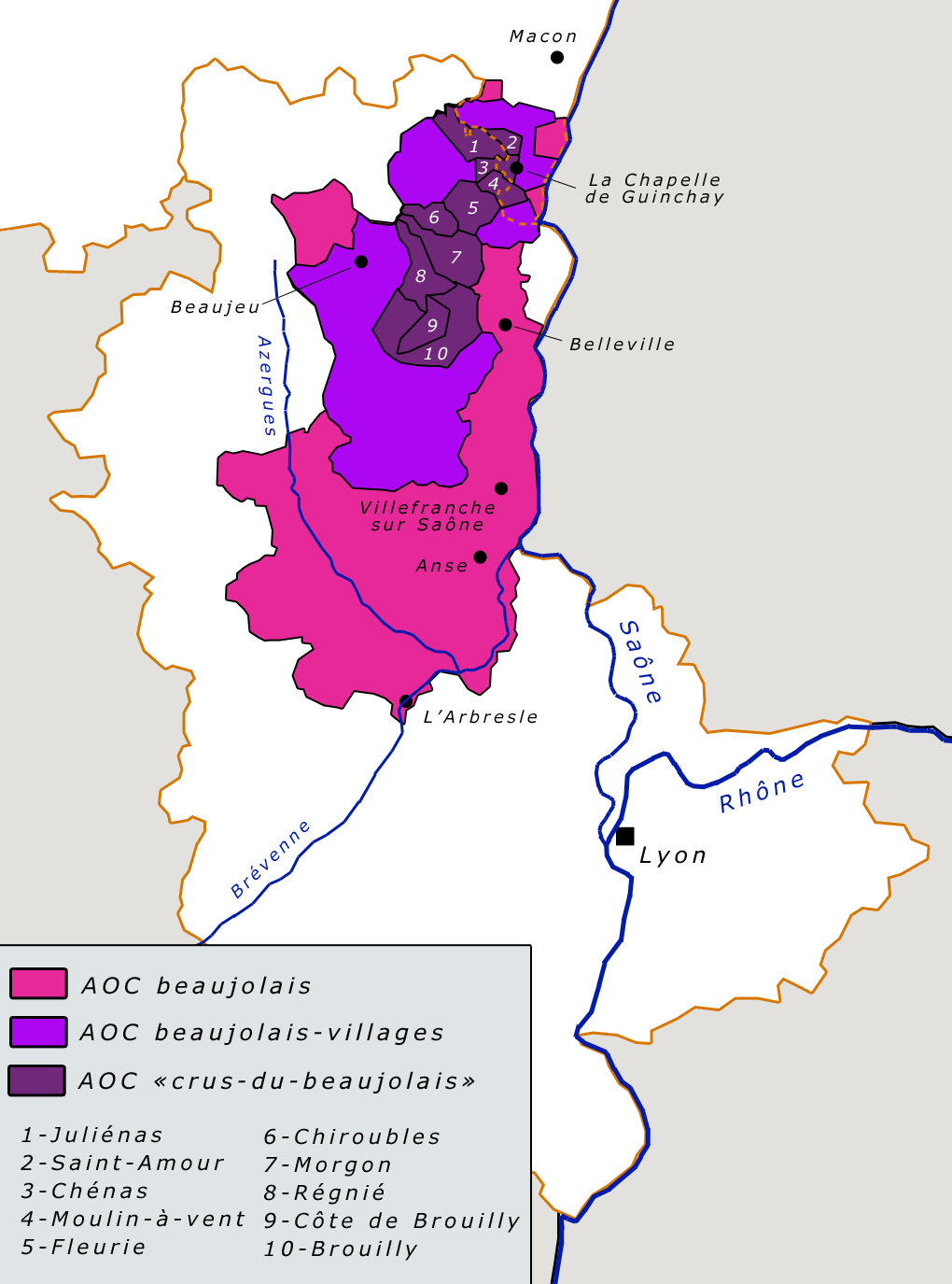
Übersichtskarte des Weinbaugebiets Beaujolais inklusive der zehn Crus

Das französische Weinbaugebiet Côte de Brouilly ist eines der zehn Cru des Beaujolais. Das Gebiet erhielt am 19. Oktober 1936 den Status einer Appellation d’Origine Contrôlée (kurz AOC). Die 325 Hektar Rebfläche liegen auf den Gemeinde-Gebieten von Odenas, Saint-Lager, Cercié und Quincié-en-Beaujolais im Département Rhône. Das Gebiet wird vollständig von dem Beaujolais-Cru Brouilly eingeschlossen.
Hier entstehen Rotweine aus der Rebsorte Gamay, die langlebiger als die meisten der Beaujolais-Weine sind. Die Weine werden mit der traditionelle Kohlensäure-Maischung bereitet. Diese Methode der Weinherstellung ist langsam und eignet sich nicht zur Herstellung von Beaujolais Nouveau, ergibt aber deutlich bessere Weine.
Nach einer längeren Lagerung von vier bis fünf Jahren ist der Wein trinkreif, kann aber unter optimalen Bedingungen auch zehn Jahre gelagert werden.
Die Rebflächen liegen in Hanglagen des 484 Meter hohen Mont Brouilly und umschließen diesen vollständig. An jedem Samstag des letzten August-Wochenendes pilgern die Anwohner des Anbaugebietes zu einer Kapelle auf dem Gipfel des Hügels und opfern Brot, Wein und Salz.
Die Bodenstruktur der Zone reicht von Granit bis zu sehr hartem blau-grünem Schiefer, der hier cornes-vertes (grüne Hörnchen) oder diorites genannt wird. Für eine Flasche Côte de Brouilly muss man in der Regel fünf bis acht Euro ausgeben.
Die anderen Beaujolais-Cru-Weine sind Chénas, Chiroubles, Fleurie, Juliénas, Moulin à Vent, Morgon, Régnié und Saint-Amour.